# معركة بايلن
وقعت معركة بايلن في عام 1808 بين جيش الأندلس الإسباني بقيادة الجنرالين فرانسيسكو كاستانيوس وثيودور فون ريدينغ، وفيلق دوبسيفاغسيون دو لا جيغوند الثاني التابع للجيش الإمبراطوري الفرنسي بقيادة الجنرال بيير دوبو دو ليتانغ. كانت هذه المعركة أول هزيمة ميدانية يُمنى بها جيش نابليون. وقعت أعنف المواجهات بالقرب من بايلن (أحيانًا بالإنجليزية بايلين)، وهي قرية تقع على ضفاف نهر الوادي الكبير في مقاطعة جيان جنوبي إسبانيا.
في يونيو من عام 1808، وفي أعقاب انتفاضة 2 مايو 1808 ضد الاحتلال الفرنسي لإسبانيا، نظم نابليون وحدات فرنسية ضمن أرتال طائرة لتهدئة مراكز المقاومة الرئيسية في إسبانيا. وأُرسل أحد هذه الأرتال، بقيادة الجنرال دوبو، عبر جبال سييرا مورينا وجنوبًا عبر إقليم أندلسية إلى مرفأ قادس حيث كان يتمركز أسطول بحري فرنسي تحت رحمة الإسبان. كان الإمبراطور واثقًا من أن دوبو سيسحق أي معارضة يواجهها في طريقه مع وجود 20 ألف مقاتل، بالرغم من كون معظمهم مجندين جدد عديمي الخبرة. أثبتت مجريات الأحداث عكس ذلك حين اقتحم دوبو ومقاتلوه قرطبة ونهبوها في شهر يوليو. سافر الجنرال كاستانيوس، قائد الجيش الميداني الإسباني في سان روكي، والجنرال فون ريدينغ، حاكم مالقة، إلى إشبيلية لإجراء مفاوضات مع مجلس إشبيلية، وهو تجمع وطني التزم بمقاومة التوغلات الفرنسية، وتوجيه القوات المشتركة في المقاطعة ضد الفرنسيين. مع ورود أنباء اقتراب قوة إسبانية أضخم، انسحب دوبو نحو شمال المقاطعة. مصابًا بالمرض ومثقلًا بعربات النهب، اتخذ دوبو قرارًا غير حكيم بأن ينتظر تعزيزات من مدريد، إلا أن رسله جميعًا قتلوا بعد اعتراض طريقهم، وباتت الفرقة الفرنسية التي أرسلها دوبو بقيادة الجنرال دومينيك فيديل لتمهيد الطريق إلى مدريد منعزلة عن الجسد الرئيسي.
بين يومي 16 و19 من شهر يوليو، تجمعت القوات الإسبانية على المواقع الفرنسية الممتدة على طول القرى على الوادي الكبير وشنت هجمات من عدة نقاط، مجبرة المدافعين الفرنسيين المرتبكين على تغيير فرقهم باتجاهات متعددة. مع تثبيت كوستانيوس لدوبو في اتجاه التيار عند أندوخار، نجح ريدينغ في السيطرة على رأس الجسر والاستيلاء على بايلن، وتمركز بين جناحي الجيش الفرنسي. مع وقوعه بين كوستانيوس وريدينغ، حاول دوبو دون جدوى اختراق الخط الإسباني في بايلن في ثلاث مواجهات دموية ومستميتة، وتكبد جيشه 2000 إصابة، بما فيها إصابته هو نفسه. مع نقص الإمدادات لمقاتليه ونقص المياه في درجات حرارة شديدة الارتفاع، دخل دوبو في محادثات مع الإسبان. 
وصل فيديل أخيرًا، ولكن بعد فوات الأوان. خلال المحادثات، وافق دوبو على استسلام لا قواته هو فحسب بل قوات فيديل أيضًا على الرغم من وجود قوات الأخير خارج الطوق الإسباني وامتلاكها فرصة جيدة للفرار، وتعرض ما مجموعه 17 ألف رجل للأسر، الأمر الذي جعل بايلن أسوأ هزيمة مني بها الفرنسيون في كامل حرب الاستقلال الإسبانية. كان من المقرر إعادة الأسرى إلى فرنسا، إلا أن الإسبان لم يحترموا شروط الاستسلام ونقلوهم إلى جزيرة كابريرا حيث مات معظمهم جوعًا.
مع وصول أخبار الكارثة إلى بلاط جوزيف بونابارت في مدريد، كانت النتيجة انسحابًا عامًا إلى إيبرو، والتخلي عن معظم أجزاء إسبانيا للمتمردين. ابتهج أعداء فرنسا في جميع أنحاء أوروبا بهذه الهزيمة الكبرى الأولى التي لحقت بجيش الإمبراطورية الفرنسية الذي لا يقهر حتى تلك اللحظة. «كان الفرح يغمر إسبانيا، وكانت بريطانيا تشعر بالبهجة وفرنسا مذعورة، وكان نابليون غاضبًا. لقد كانت أكبر هزيمة تتعرض لها الإمبراطورية النابليونية على الإطلاق، والأهم من ذلك أنها كانت هزيمة ألحقها بها خصم لكن يكن الإمبراطور يشعر تجاهه سوى بالازدراء».